# Hipnótica
Hipnótica é uma banda portuguesa formada em 1994.

## Percurso
A banda formou-se em 1994. Em 1997 conseguem a formação e a sonoridade que pretendiam desde o início. Nesse ano colaboram em duas compilações da editora Garagem: "Change Yr. Oil" e "Noise Sessions".
Em 1998 lançaram um EP homónimo através da Deixe de Ser Duro de Ouvido. Inclui temas como "Buildings Above Them", "Corte" e "Clean".
Assinaram com a Nortesul que lançou o álbum "Enter" em Novembro de 1999. São extraídos os singles "She's Afraid" e "Visions Of Joy". O disco inclui uma remistura dos Arkham Hi-Fi para "Your World" e é recuperado "Buildings Above Them".
Os austríacos Sofa Surfers oferecem-se para remisturar um tema da banda.
Em 2001 foi editado o álbum "Decode" através da Metrodiscos. "Closer" foi o primeiro single. O músico Pedro Carneiro foi um dos convidados do disco.
No decorrer do Festival Internacional de Curtas Metragens de Vila do Conde, os Hipnótica, foram convidados a fazer a banda sonora de uma curta-metragem.
Em 2002 participaram numa compilação da empresa SWEAR e lançaram um tema na compilação dedicada ao "Mundial 2002". É editado "A Circle So Blue".
Em 2003, a banda lançou "Short Stories of an instant called hipnotic life" com base na projecção de 5 curtas-metragens. Também em 2003 a editora Nylon lançou a compilação "Nylon Showcase # 3" com uma remistura dos Sofa Surfers para "Re-Open The Door".
Lançam através do jornal Blitz o disco "Reconciliation" (2004) gravado entre Lisboa e Viena. Regressam a Vila do Conde para fazer a banda sonora da curta-metragem "La Chute de la Maison Usher" de Jean Epstein e Luis Buñuel.
Na comemoração do 10º aniversário da banda editaram, em 2005, "Breves histórias sob o efeito de Hipnótica", um livro e compilação.
São autores da banda sonora do filme "Pele" de Fernando Vendrell. O grupo é convidado para um disco de tributo aos Velvet Underground, promovido pela editora Skud&Smarty, conjuntamente com grupos como Rose Blanket e Pop dell'Arte.
O álbum "New Communities For Better Days"  foi editado em Março de 2007. É considerado um dos melhores discos do ano para a revista Blitz.
João Kyron estreou-se a solo, com o projecto "O Maquinista", que foi editado em Fevereiro de 2009.
No final de 2010 os Hipnótica surpreendem todos com "Twelve-Wired Bird of Paradise". Um álbum cheio de luz, polvilhado pela Folk e pela electrónica. Considerado como "a transformação mais surpreendente do ano discográfico português"  este álbum promete não deixar ninguém indiferente aos novos caminhos que a banda de Lisboa apresenta.

## Discografia
- Hipnótica (EP, Deixe de Ser Duro de Ouvido, 1998)
- Enter (CD, Nortesul, 1999)
- Decode (CD, Zona Música, 2001)
- A Circle So Blue (EP, Zona Música, 2002)
- Reconciliations (CD, Metrodiscos, 2004)
- Breves Histórias sobre o Efeito (Livro+CD, Metrodiscos, 2005)
- New Communities For Better Days (CD, Metrodiscos/Som Livre, 2007)
- Twelve-Wired Bird of Paradise (CD, Metrodiscos/IPLAY, 2010)

Compilações
- Exotic - Noise Sessions (CD, Garagem, 1997)
- Exotic/Fricção Cientifica/Your World/Polaroid - Change Yr. Oil (CD, Garagem, 1997)
- The Offside - Mundial 2002 (CD, Universal, 2002)
- Reopen The Door (Sofa Surfers Re-Rub)- Nylon's Showcase #3 (CD, Nylon, 2003)
- T(h)ree (DGP) - (CD, Cobra, 2011)